# Rt1.tv production
Die rt1.tv production GmbH ist ein TV-Produktionsunternehmen mit Sitz in Augsburg und eine hundertprozentige Tochter der rt1.media group.

## Beteiligungen

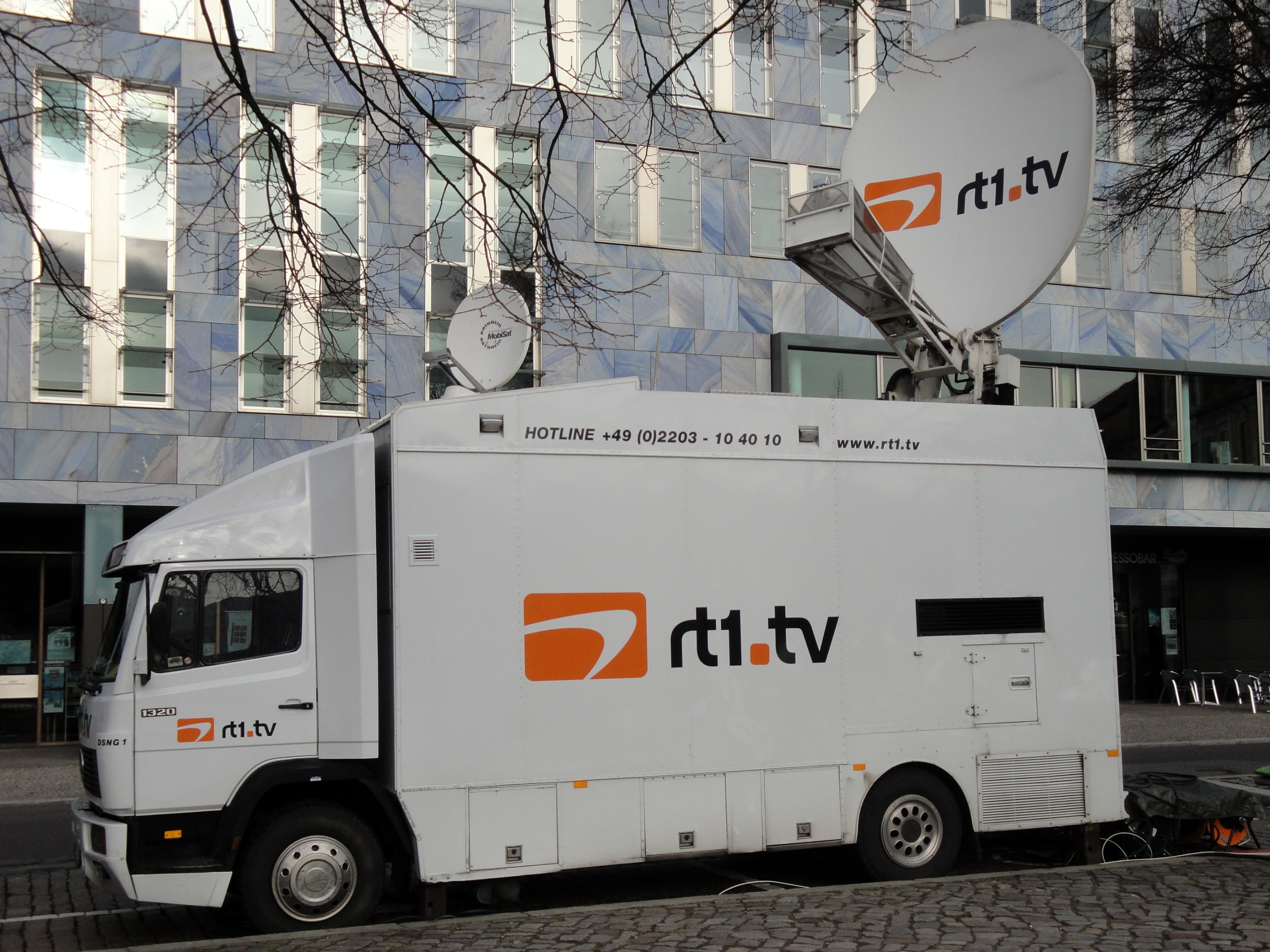
DSNG-Fahrzeug der rt1.tv production GmbH

Die rt1.media group ist innerhalb der mediengruppe pressedruck für den Aufbau und die Weiterentwicklung im Bereich der „elektronischen Medien“ (Rundfunk- und TV-Produktion) verantwortlich. Dabei übernimmt die rt1.tv production das Spektrum der TV- und Filmprojekte.

## Standorte
Die rt1.tv production betreibt sechs Standorte in vier deutschen Städten. Neben dem Hauptsitz in Augsburg sind dies Berlin, Köln und München. Das Unternehmen verfügt über 15 EB-Teams und zwei Studios.